# Roter Sumpfspaltgriffel

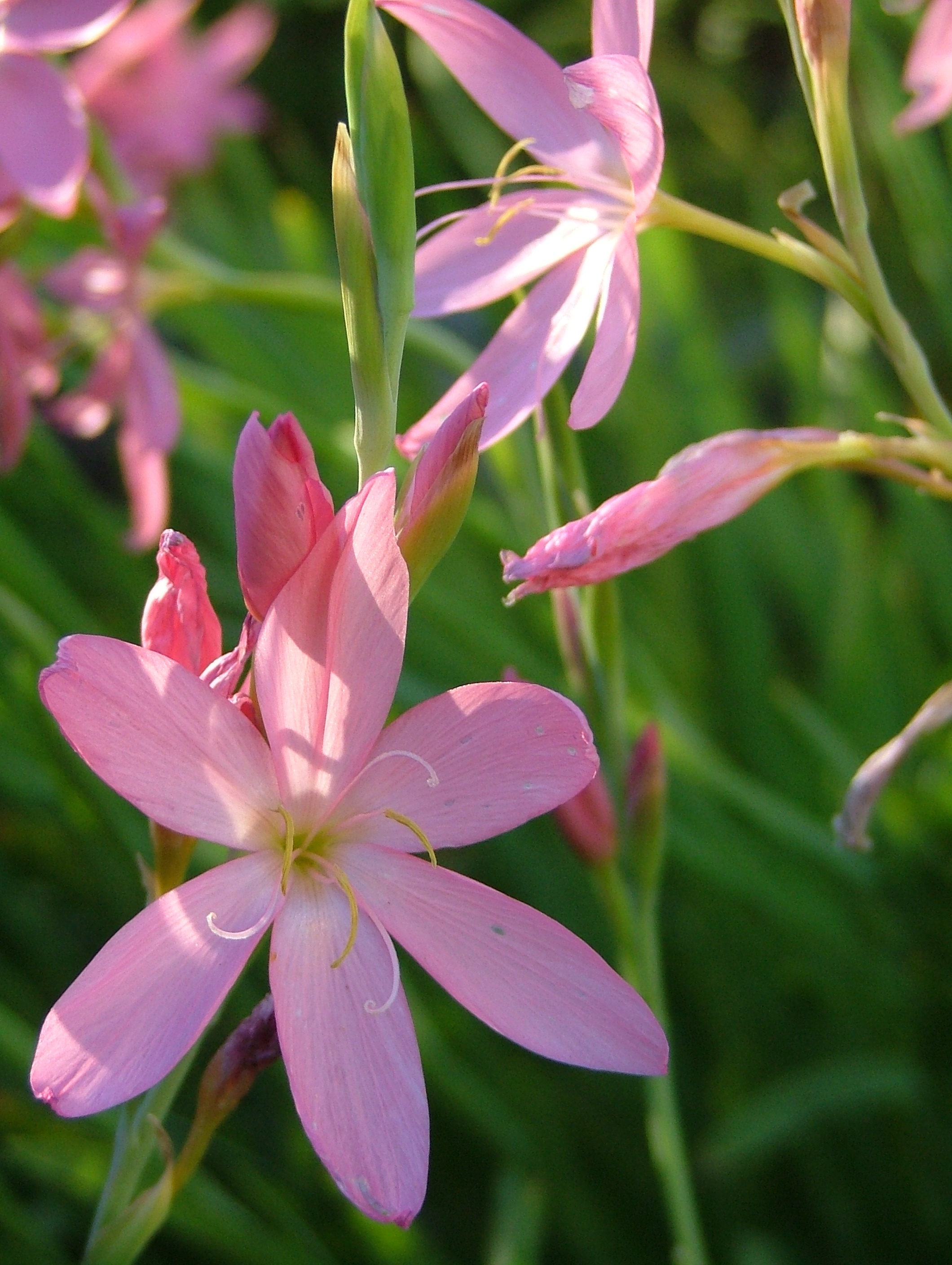
Ausschnitt eines Blütenstandes einer Hesperantha-coccinea-Sorte. Gut zu erkennen sind die drei Staubblätter und die drei langen Griffeläste.

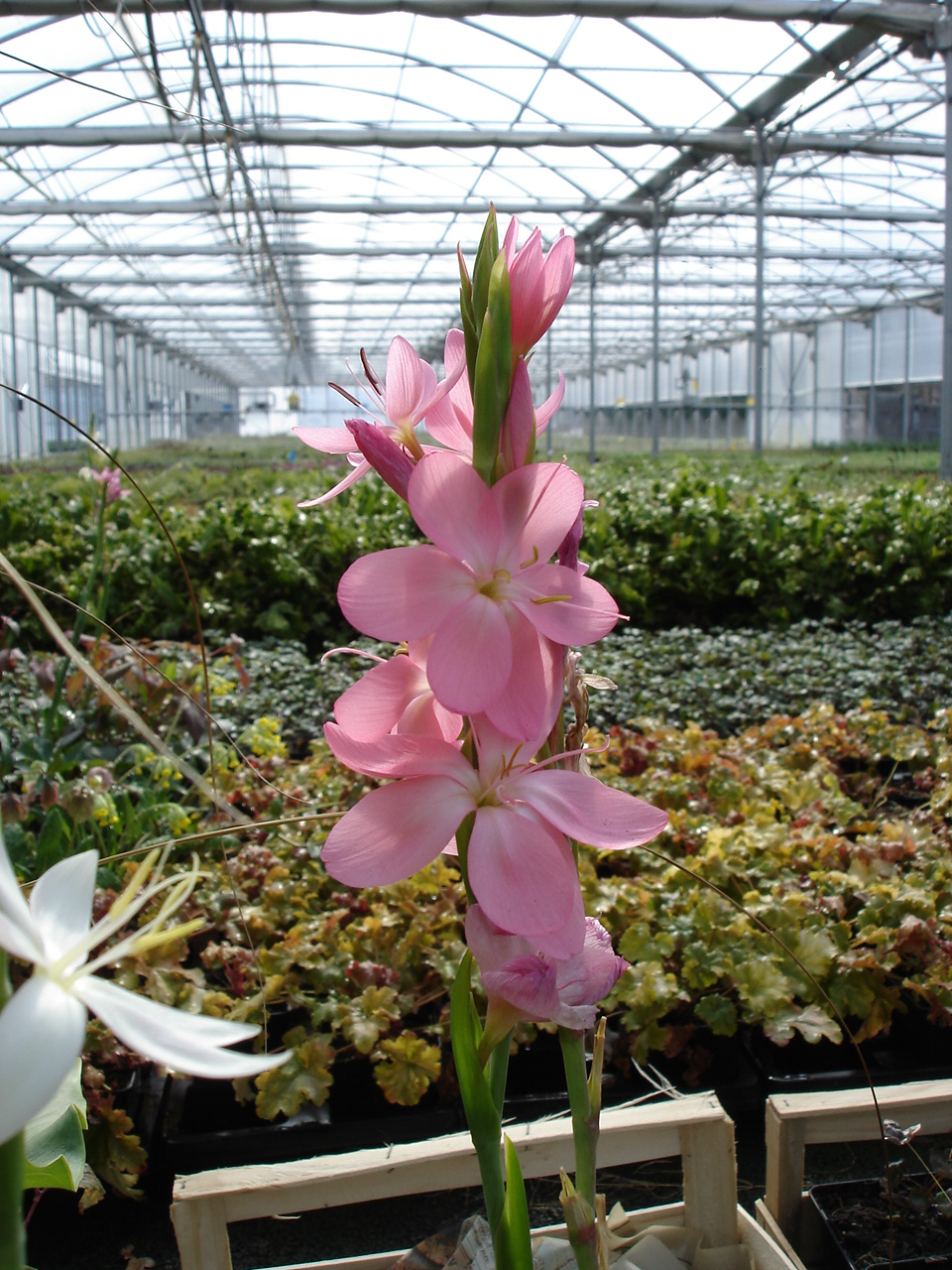
Blütenstand einer Hesperantha-coccinea-Sorte.

Der Rote Sumpfspaltgriffel (Hesperantha coccinea), auch Sumpfgladiole, Wassergladiole, Kaffernlilie, Spaltgriffel oder Sumpfspaltgriffel genannt, ist eine Pflanzenart aus der Gattung Hesperantha innerhalb der Familie der Schwertliliengewächse (Iridaceae). Der Gattungsname Hesperantha leitet sich aus den altgriechischen Wörtern ἑσπέρα hespera für „Abend“ und ἄνθος ánthos für „Blüte“ oder „Blume“ ab, also „Abendblüte“, weil  sich die Blüten bei vielen Hesperantha-Arten abends öffnen (trifft bei dieser Art nicht zu); das Artepitheton coccinea bedeutet scharlachrot.

## Beschreibung
Der Rote Sumpfspaltgriffel wächst als laubabwerfende, ausdauernde, krautige Pflanze. Als einzige Hesperantha-Art bildet dieser Geophyt keine Knollen, sondern ein Rhizom als Überdauerungsorgan aus, es ist eine Sumpfpflanze. Bemerkenswerterweise bilden Pflanzen einiger Populationen in den Achseln der oberen Blätter kleine Knöllchen in der für Hesperantha typischen asymmetrischen Form. Sie gehört zu den großen Arten innerhalb der Gattung und erreicht Wuchshöhen von etwa 60 cm.
Die Blätter wachsen entsprechend der Regenzeit des Heimatgebietes im Sommer. Die grundständigen, aufrechten bis ausgebreiteten Laubblätter sind einfach, flach, parallelnervig, etwa 40 cm lang und etwa 1 cm breit. Der Blattrand ist glatt.
Die endständigen, ährigen Blütenstände sind schlank. Es sind Tragblätter vorhanden. Der Aufbau der Blüten ähnelt anderen Hesperantha-Arten, nur die Farbe der Blütenhüllblätter weicht ab. Die Blüten sind zwittrig, dreizählig und meist radiärsymmetrisch bis schwach zygomorph. Es sind zwei Kreise mit je drei meist 30 bis 35 mm langen Blütenhüllblättern vorhanden, die in beiden Kreisen fast gleichgeformt sind. Die Blütenhüllblätter sind zu einer langen Röhre verwachsen. Der freie Bereich der Blütenhüllblätter ist sternförmig ausgebreitet. Die Blütenhüllblätter sind weiß über cremefarben bis gelb und von rot über rosa- und purpurfarben bis blau, manchmal mit dunkleren Zeichnungen. Es ist nur ein Kreis mit drei fertilen Staubblättern vorhanden. Drei Fruchtblätter sind zu einem unterständigen Fruchtknoten verwachsen. Der Griffel teilt oberhalb der Blütenhüllblattröhre in drei lange Äste. Diese Hesperantha-Art ist nicht nachtblühend, ihre Blüten duften nicht. Auf der Südhalbkugel blüht sie hauptsächlich von März bis April, manchmal mit wenigen Blütenständen im Februar.
Die dreifächerigen Kapselfrüchte enthalten viele Samen. Die für Hesperantha-Arten untypischen Samen sind 2 × 1,2 mm groß und prismatisch, die Kanten aber schlecht ausgebildet. Die lockere Samenschale ist durchscheinend hellbraun mit einem glatten Umriss. In der Samenschale befindet sich ein mehr oder weniger kugeliger Kern mit einem Durchmesser von etwa 1 mm. Durch die Form schwebt der Same eine Weile, bis er die Wasseroberfläche erreicht. Er ist an eine Wasserausbreitung angepasst.
Es gibt zwei Farbformen: die weitverbreitete rote Form, deren Verbreitungsgebiet von den Amatola Mountains in der südafrikanischen Provinz Ostkap bis Simbabwe reicht, und eine rosafarbene Form, die nur im nördlichen Drakensberg und Witwatersrand in der Gauteng-Provinz vorkommt. Untypisch für Hesperantha-Arten wird die rote Form von einigen großen Schmetterlings-Arten der Familien Papilionidae (Papilio spec.) und Nymphalidae (Aeropetes tulbaghia) bestäubt.

## Vorkommen
Der Rote Sumpfspaltgriffel ist nur im subsaharischen Afrika heimisch. Ihr Verbreitungsgebiet reicht vom tropischen Afrika bis in die Sommerregengebiete der östlichen Capensis.
Durch reiche Samenproduktion und gute Keimergebnisse neigen sie zum Verwildern und werden in manchen Gebieten als invasiv klassifiziert. Die Pflanzen gedeihen in permanent nassen oder wenigstens feuchten Habitaten, wie Flussufern und Sümpfen. Diese Art bildet keine Knollen aus, weil diese xeromorphe Eigenschaft unter den feuchten Bedingungen nicht gebraucht wird. Sie bildet stattdessen Rhizome aus.

## Systematik
Hesperantha coccinea gehört zur artenreichsten Sektion Concentrica der Gattung Hesperantha in der Tribus Croceae (Syn.: Ixieae) in der Unterfamilie der Crocoideae  der Familie der Schwertliliengewächse (Iridaceae). Die Erstveröffentlichung dieser Art erfolgte 1864 unter dem Namen Schizostylis coccinea durch James Backhouse & William Henry Harvey in Curtis’ Botanical Magazine. 90, Pl. 5422; dieser Name ist nun nur noch ein Synonym. Schizostylis Backh. & Harv. war eine monotypische Gattung (Schizostylis bedeutet übersetzt Spaltgriffel). In Reduction of Schizostylis (Iridaceae: Ixioideae) in Hesperantha. in Novon, Volume 6, Nr. 3, 1996 stellten Peter Goldblatt & John C. Manning Schizostylis coccinea als Hesperantha coccinea (Backh. & Harv) Goldblatt & J.C. Manning in die Gattung Hesperantha; eine Gattung Schizostylis konnte nicht aufrechterhalten werden.

## Verwendung
Einige Sorten des Roten Sumpfspaltgriffels werden als Zierpflanzen in Gärten, zumeist an Teichen gepflanzt (bis 10 cm Wassertiefe) und als Schnittblume verwendet. Die Blüten sind weiß über rosafarben bis rot. In Mitteleuropa ist sie nicht winterhart, sie wird als Kübelpflanze in kühlen Räumen überwintert oder gut mit Laub abgedeckt.

## Bilder
Blüten einiger Hesperantha-coccinea-Sorten:

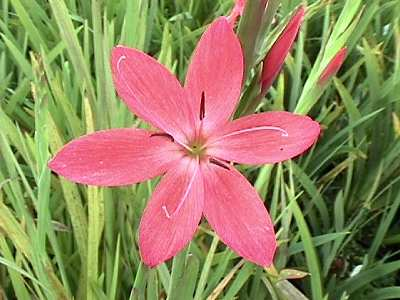
'Viscountess Byng'
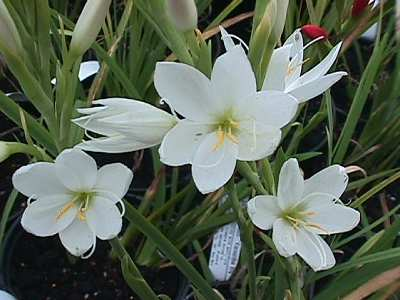
'Alba'
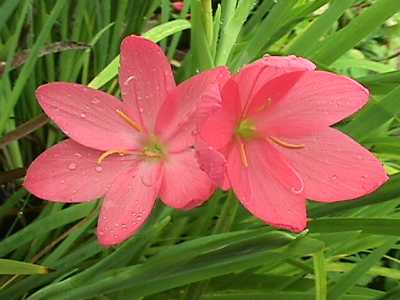
'Sunrise'
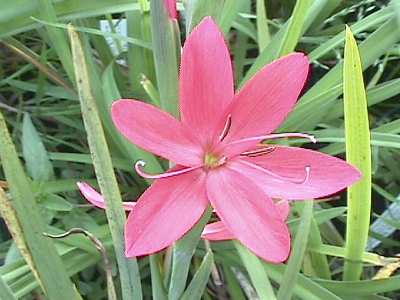
'Professor Barnard'
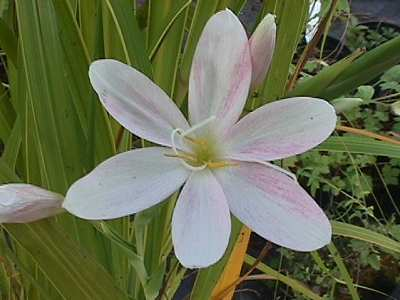
'Maidens Blush'
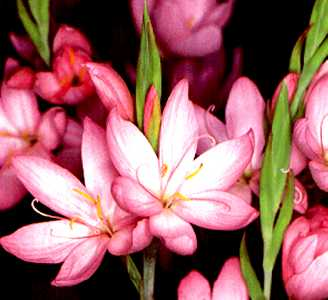
'Fenland Daybreak'